# Xah Tahir al-Hussayni al-Dakkani
Xah Tahir al-Hussayni al-Dakkani fou el més famós dels imams muhammadshàhides de l'ismaïlisme, que visqué al començament del segle xvi. Va néixer a Khund prop de Qazvín. Convidat per Ismail I de Pèrsia a la seva cort, fou objecte de sospites per la seva influència religiosa sobre el poble, i fou enviat exiliat a Kashan i més tard expulsat i el 1520 va haver de fugir cap a Fars però finalment es va embarcar cap al Dècan i va estar al sultanat de Bijapur on no fou ben acollit, passant llavors al sultanat d'Ahmednagar (1522) on va aconseguir que el sultà local, Burhan al-Din, proclamés el xiisme com a religió oficial; va morir vers 1546 o 1549 i els seus descendents van residir a Ahmednagar i després a Aurangabad.